# 霍瑙
霍瑙（德語：Honau）是一个瑞士卢塞恩州的市镇，位於該國中部，面積1.25平方公里，七成土地是農業用地，海拔高度445米，2011年人口368，人口密度每平方公里294人。